# Готфрид от Аквилея
Готфрид фон Хоенщауфен или Готфрид фон Зелс (на немски: Gottfried von Hohenstaufen/ von Sehls, Patriarch von Aquileja; на италиански: Goffredo/Gotofredo/Gotifredo di Hohenstaufen; † 7 октомври или 9 октомври 1194) е немски католически патриарх на Аквилея (1182 – 1194).

## Произход и управление
Той вероятно е от род Хоенщауфен или вероятно е най-малкият син на граф Готфрид I фон Ронсберг († между 3 април 1166 и ок. 1170/1172) и съпругата му Кунигунда Баварска († 2 октомври 1140/1147), дъщеря на херцог Хайнрих X от Бавария и Саксония, маркграф на Тоскана († 1139). Най-големият му брат Хайнрих I фон Ронсберг (* ок. 1140; † пр. 6 септември 1191) е граф и маркграф на Ронсберг.
През 1176 г. Готфрид е абат на Сесто. Той е избран през 1182 г. за патриарх на Аквилея след смъртта на Улрих II фон Трефен. Готфрид помага на император Фридрих I Барбароса († 1190) и придружава Хайнрих VI († 1197) в Рим за коронизацията му за император през април 1191 г. Готфрид управлява Фриули и Истрия.
Той е първият патриарх, който сече монети на Аквилея.
След смъртта му патриарх става през 1195 г. Пелегрино II († 1204).